# Саббйонета
Саббйонета (італ. Sabbioneta) — муніципалітет в Італії, у регіоні Ломбардія, провінція Мантуя.
Саббйонета розташована на відстані близько 390 км на північний захід від Рима, 115 км на південний схід від Мілана, 30 км на південний захід від Мантуї.
Населення — 4306 осіб (2014).
Щорічний фестиваль відбувається 20 січня. Покровитель — Севастіан Нарбонський.

## Демографія
Населення за роками:

Станом на 1 січня 2023 року в муніципалітеті офіційно проживало 377 іноземців з 27 країн, серед них 98 громадян країн Євросоюзу та 18 громадян України.

## Сусідні муніципалітети
- Казальмаджоре
- Коммессаджо
- Ривароло-дель-Ре-ед-Уніті
- Спінеда
- В'ядана